# L’Albenc
L’Albenc – miejscowość i gmina we Francji, w regionie Owernia-Rodan-Alpy, w departamencie Isère.
Według danych na rok 1990 gminę zamieszkiwało 895 osób, a gęstość zaludnienia wynosiła 91 osób/km² (wśród 2880 gmin regionu Rodan-Alpy L’Albenc plasuje się na 842. miejscu pod względem liczby ludności, natomiast pod względem powierzchni na miejscu 1133.).
Przez gminę przepływa rzeka Isère. 